# 科斯科冰川
84°27′S 178°0′W / 84.450°S 178.000°W
科斯科冰川（英語：Kosco Glacier）是南極洲的冰川，位於杜費克海岸，全長40公里，發源自布什山脈附近的安德森高地，最終注入羅斯冰架，由美國探險隊發現。